# Lagartija Nick
Lagartija Nick és un grup de rock alternatiu de la ciutat de Granada, nascut en 1991. El seu nom està basat en el títol d'una cançó del grup britànic Bauhaus.

## Biografia
Nascuts a Granada amb Antonio Arias (ex 091, veu i baix), Juan Codorniu (guitarra), Miguel Ángel Rodríguez Pareja, (guitarra) i Eric Jiménez (ex-membre de Kgb, i després bateria Los Planetas), en 1991 graven el seu primer disc. Hipnosis, amb una orientació enfocada cap al punk i el rock, que aconsegueix un gran èxit.
En 1992 fitxen per CBS-Sony, gravant el seu àlbum Inercia, produït per Owen Davies (productor, entre d'altres de Rolling Stones, The Jam, Dire Straits), un disc molt valorat per la premsa musical en aquell moment. En aquest segon disc el seu so queda més definit, amb més maduresa que l'anterior, en el qual les guitarres es tornen aspres i esmolades, amb cançons més contundents i lletres més desenvolupades. Així mateix es va gravar un videoclip, realitzat per Ángel Arias, de la cançó Harlem, que va ser finalista com a millor videoclip de l'any en el Festival de Vídeo de Vitoria-Gasteiz.
El seu tercer disc, Su, va ser gravat en 1994, produït per Carlos Martos (Morente, Los Enemigos, Radio Futura…). Aquest disc va ser un punt d'inflexió en la carrera de la banda, perquè des d'aquest àlbum el seu so es torna més fosc, més brut, més dur i més cru, amb influències del grunge i del neo-punk de mitjans dels anys 90.
Aquest mateix any es van embarcar en una gira amb el nom de Caos No Música Tour, i en 1995 en una altra, Vasectomia Tour, aquesta última amb Def Con Dos.
A finals de 1996 es grava un dels treballs més innovadors de la música, el seu disc Omega, juntament amb Enrique Morente. En aquest àlbum Enrique Morente juntament amb altres artistes flamencs canta poesies de Federico García Lorca a ritme de flamenc, acompanyat per una gran llista d'artistes flamencs, tot amb la música de Lagartija Nick. Aquesta fusió de flamenc i thrash metall va suposar una novetat en l'àmbit musical espanyol, tant entre públic com entre crítica. Aquest disc és portat de gira i per diversos festivals pels seus participants, com l'Espárrago Rock de 1998. Durant aquesta gira Erik deixa la banda, passant a formar part de Los Planetas, sent substituït en la bateria per David Fernández (ex de Sin Perdón).
El seu disc Val Del Omar surt a la llum al desembre de 1997, sent aquest una nova evolució del grup. Homenatge al cineasta granadí José Val del Omar, les cançons es basen en textos d'aquest. La bateria del grup passa a Antonio Quesada, i Lagartija Nick desenvolupa un so entre el metall industrial i el minimalisme electrònic.
Després d'aquest disc Lagartija Nick abandona Sony i fitxa per Zero Records, i Juan Codorniu i Miguel Ángel Rodríguez Pareja deixen el grup, quedant únicament Antonio Arias de la formació original. La bateria finalment queda en mans de David Fernández i s'incorpora a la guitarra Paco Luque (Ex Sin Perdón i King Changó, ex Hora Zulú, ara en Fausto Taranto), havent-hi aquest últim col·laborat esporàdicament amb el grup en el passat, i Ángel Arias en labors de programació.
En 1999 es publica l'EP Space 1999, que seria una prèvia del disc del Lagartijanick, les lletres del qual són principalment curts poemes sobre l'Univers i amb un so proper al new metal i tocs electrònics, arribant a flirtejar amb el punk o la psicodèlia. Com a curiositat, la lletra de Newton està inspirada en declaracions de l'astronauta espanyol Pedro Duque, qui arribà a declarar que era més difícil trobar en una botiga un disc de Lagartija que arribar viu a Mart.
Poc després de sortir aquest àlbum Ángel Arias abandona el grup, i alhora Miguel Ángel Rodríguez retorna a ell a la guitarra. Així mateix, al cap de poc també abandona el grup Paco Luque i s'incorpora a aquest Lorena Eixut (ex de RATIO) com a segona baixista; Antonio toca el baix distorsionat i el de Lorena marca el ritme.
El juny de 2001 publiquen Ulterior, un disc definit per ells mateixos com a més techno malgrat no emprar-se electrònica, sent les cançons concebudes per sonar mitjançant màquines, loops, etc., amb un so encara més proper al new metal. Amb aquest disc es van embarcar una sèrie de concerts per tot Espanya: Espárrago 2001, Socarrat 2001, etc.
El gener de 2013 inicien una gira per diverses sales d'Espanya amb els components de la formació original.

## Discografia[4]
1. Hipnosis (1991).
2. Inercia (1992).
3. Su (1995).
4. Omega (1996) amb Enrique Morente.
5. Val del Omar (1997).
6. Space 1999 (EP, 1999).
7. Lagartija Nick (1999).
8. Ulterior (2001).
9. Lo Imprevisto (2004).
10. El shock de Leia (2007).
11. Larga duración (2009).
12. Zona de conflicto (2011).
13. Crimen, sabotaje y creación (2017)
14. Los Cielos Cabizbajos (2019)
15. El perro andaluz (2022)

### Singles
1. "No lo puedes ver" (1991).
2. "Hipnosis" (1991).
3. "Déjalos sangrar" (1991).
4. "Nuevo Harlem" (1992).
5. "Solo Amnesia" (1992).
6. "Satélite" (1992).
7. "El próximo Lunes" (1994).
8. "La curva de las cosas" (1994).
9. "Mar de la tranquilidad" (2000).
10. "Azora 67" (2000).